# Giulio Fioravanti
Giulio Fioravanti (Ascoli Piceno, 17 ottobre 1923 – Milano, 3 maggio 1999) è stato un baritono italiano, particolarmente legato al repertorio operistico italiano.

## Biografia
Studiò giurisprudenza e lavorò un anno come legale nella sua città natale prima di dedicarsi agli studi musicali all'Accademia di Santa Cecilia a Roma, con il famoso baritono Riccardo Stracciari. Debuttò sul palco a Torino, nelle vesti di Germont ne La traviata, nel 1951. Cantò in tutta Italia e nel 1957 debuttò sia al San Carlo di Napoli che alla Scala di Milano. 
Si affermò nel repertorio italiano tradizionale, cantando tutte le grandi parti del baritono dal belcanto al verismo. Prese anche parte a diverse creazioni di opere contemporanee come Rappresentazione e festa di Gian Francesco Malipiero, Alamistakeo di Giulio Viozzi, Vivì di Franco Mannino, Suocera rapita di Lidia Ivanova e La regina delle nevi di Giuseppe Zanaboni. Sposò  nel 1994 la nobildonna milanese Vanda Prandi e sin dal 1991 di diede all’insegnamento, attività che svolse con passione fino alla sua morte nel 1999. 
Fioravanti non ha registrato prolificamente. Lo si può ascoltare in Manon Lescaut, al fianco di Maria Callas, ne La figlia del reggimento di Gaetano Donizetti, al fianco di Anna Moffo e in Adriana Lecouvreur, al fianco di Renata Tebaldi. È apparso come Scarpia in una produzione televisiva di Tosca, al fianco di Magda Olivero, e nel ruolo di Enrico in una versione cinematografica di Lucia di Lammermoor, al fianco di Anna Moffo, entrambe le opere recentemente pubblicate su DVD. Ci sono anche numerose registrazioni sonore dal vivo tra cui Edipo re di Leoncavallo, registrata nel 1972.